# إليشا بيرل
إليشا بيرل (بالإنجليزية: Elisha Pearl)‏ هو سياسي أمريكي، ولد في 7 مارس 1819، وتوفي في 20 نوفمبر 1896. حزبياً، نشط في الحزب الجمهوري. وقد انتخب عضو جمعية ولاية ويسكونسن.